# Bilabial konsonant
En bilabial fon uttalas genom att läpparna förs samman.
I svenskan finns tre bilabiala konsonanter:
- en nasal: [m], samt
- två klusiler: tonande [b], tonlös [p].